# Educación espartana

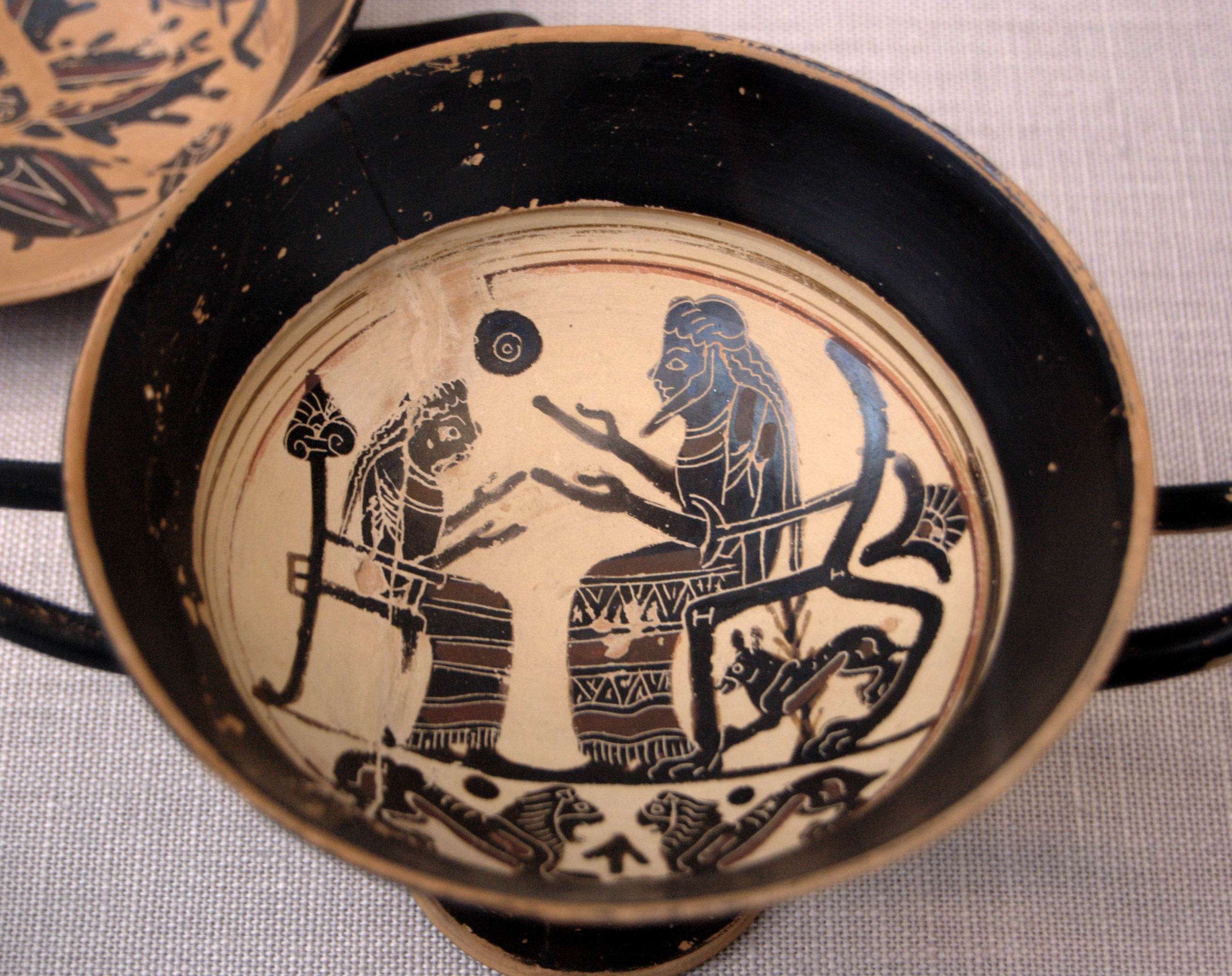
Dos figuras, puede que un maestro y su discípulo en una vasija espartana. Staatliche Antikensammlungen, Múnich, Alemania.

La agogé o educación espartana (griego antiguo: ἀɣωɣή, 'conducta, movimiento'; griego moderno: Σπαρτιατική αγωγή) fue junto al radical rechazo del individualismo, la militarización de toda la vida privada y colectiva, el rasgo más característico y definitorio de la sociedad lacedemonia.

## Época arcaica
Desde los siglos VIII al VII a. C., la educación espartana se consagra al dominio de las armas. Los jóvenes espartanos no debían buscar ya, como en los siglos anteriores, su gloria personal (ideal homérico), sino la colectiva, la victoria de la ciudad. El poeta Tirteo plasma bien esta novedad ética: «Es bello morir, en primera línea, como valiente que lucha por su patria».
La educación arcaica conserva, no obstante, rasgos de la educación homérica: la lucha, el atletismo y los deportes hípicos mantienen una gran importancia. En los Juegos Olímpicos, desde el 720 a. C. al 576 a. C., de 81 ganadores conocidos, 46 son espartanos; en cuanto a la carrera a pie, conocemos 36 ganadores, de los cuales 21 son espartanos. Inmediatamente a continuación en importancia viene la música (en esta época Esparta es la capital musical de Grecia). Las diversas fiestas (Jacintias, Carneas o incluso las Gimnopedias) son apenas un pretexto para los concursos de danza de un alto nivel de refinamiento, que precisan de entrenamiento especializado.

## La agogé
A partir del siglo VI a. C. (hacia el 550 a. C.), la educación cambia de naturaleza. Se convertirá en la agogé (aunque este nombre es en realidad de época helenística): un sistema educativo profundamente original en su época por sus características, ya que es:
- Obligatorio: constituye un requisito indispensable para la plena ciudadanía. Para Jenofonte, aquellos que no han pasado por la agogé son ciudadanos de categoría inferior que no pueden acceder a las magistraturas ni a los cuerpos de élite o, según Plutarco, son directamente privados de sus derechos ciudadanos. Por el contrario, se puede dar el caso de no ciudadanos (presumiblemente ilotas) que, aceptados en el sistema educativo de la agogé, llegan a ser hombres libres: son los llamados mothakés (ver Ilota).
- Colectivo: frente a la educación personalizada con un preceptor esclavo, al estilo de otras ciudades griegas, la agogé se estructura en etapas para grupos de niños de edad similar.
- Organizado por el Estado: es el propio gobierno de la ciudad el que gestiona la educación pública como una de sus principales misiones, lo que merecerá la alabanza de Platón y Aristóteles. Además de contar con magistrados especializados, los éforos llevan a cabo personalmente una supervisión diaria.

A partir de este momento los ciudadanos se preparan para la vida militar ya desde la misma infancia. A los siete años se les aparta de sus familias y comienzan a vivir en barracones de estilo militar con los compañeros de su misma edad, sometidos a un entrenamiento que busca convertirlos en guerreros perfectos, preocupados solo por el bien del Estado.
Aunque la agogé se atribuye a Licurgo, no se encuentra referencia histórica alguna a ella hasta el siglo IV a. C., en concreto en Jenofonte (República de los Lacedemonios).

## Desde el nacimiento de un espartano hasta los seis años
Esparta implantó una estricta eugenesia destinada a obtener ciudadanos sanos y fuertes. De acuerdo con Plutarco (Vida de Licurgo) nada más nacer, el niño era examinado por una comisión de ancianos en la Lesjé (“Pórtico”, “Soportales”), para determinar si era hermoso y de constitución robusta. En caso contrario se le llevaba al Apóthetas, una zona barrancosa al pie del Taigeto, donde se lo arrojaba o abandonaba en una cima. Se buscaba eliminar así toda boca improductiva. Si el niño superaba la prueba, era confiado a su familia para que lo criase.
Durante su estancia en el ámbito familiar no se mimaba al niño. Se instruía especialmente a las nodrizas para que lo criaran sin pañales que constriñesen su crecimiento o debilitaran su resistencia al frío y al calor. Al niño pequeño se le prohibía toda clase de melindres, caprichos o rabietas, y debía acostumbrarse a estar solo y a no temer a la oscuridad. Era también costumbre bañarlos con vino, pues existía la creencia (así lo afirma el mismo Aristóteles) de que provocaba convulsiones, haciendo que las naturalezas enfermizas sucumbieran enseguida y robusteciendo, en cambio, las sanas. Las nodrizas espartanas llegaron a gozar de fama en algunas regiones de Grecia. Espartana era, por ejemplo, Amicla, la que crio al ateniense Alcibíades.

## De los siete a los veinte años
Al cumplir los siete años, los niños espartanos abandonaban su casa y quedaban bajo la autoridad de un paidónomo, magistrado especializado que supervisaba la educación. Se integraban en una agélē (ἀγέλη) o cuartel, especie de unidad militar infantil, bajo el mando de un muchacho mayor, el irén (de diecinueve años cumplidos). Aprendían entonces a leer y a escribir (según Plutarco, este aspecto se reducía al mínimo indispensable), así como a cantar (principalmente las elegías de Tirteo, que servían como cantos de marcha). Pero lo esencial de su formación consistía en endurecerlos físicamente por medio de la lucha y el atletismo, y en aprender el manejo de las armas, a marchar en formación y, por encima de todo, a obedecer ciegamente a sus superiores y buscar siempre el bien de la ciudad. Plutarco lo expresa así: «Licurgo acostumbró a los ciudadanos a no saber vivir solos, a estar siempre, como las abejas, unidos por el bien público en torno a sus jefes» (Vida de Licurgo).
El Estado asume la tutela hasta los veinte años. Durante la infancia, todo el énfasis se pone en el rigor y la disciplina. Estos dos principios son la quintaesencia de lo espartano. A los niños se les corta el pelo al rape (más tarde, cuando sean efebos, lo llevarán largo y bien cuidado), van habitualmente descalzos y hacia los doce años sólo se les permite ya un himatión (manto de lana de una pieza) al año y ningún quitón (la habitual túnica corta, atada sobre los hombros). De hecho, la mayor parte del tiempo -en el gimnasio, en sus juegos- van desnudos y mugrientos, porque raramente se les permite bañarse. Las raciones de comida se reducen al mínimo imprescindible, lo que les obliga a robar si quieren evitar el hambre o así se lo manda su irén (y, de ser sorprendidos, se les castiga severamente no por el robo mismo, sino por su torpeza al cometerlo). Duermen en un lecho de cañas recogidas en el Eurotas, que deben cortar a mano ellos mismos, sin herramientas de ninguna clase. Pese a todo, los niños y jóvenes cuentan con servidores que les atienden, salvo durante la Krypteia. Al convertirse en efebos (hacia los quince años) se dejaban el cabello largo propio de los soldados, limpio y perfumado, en honor de la opinión atribuida a Licurgo, para quien la melena hacía a los guapos más apuestos y a los feos más temibles.
La esmerada atención que en Atenas y otras ciudades griegas se prodigaba a la educación retórica, en Esparta estaba orientada a formar en la máxima economía expresiva, hasta el punto de hacer proverbial la concisión espartana al hablar (laconismo). Se esperaba del joven que llegara a expresar sus ideas con solidez, pero de forma breve y mordaz, al tiempo que con gracia.
Toda la ciudad vela por la disciplina de los jóvenes. Cualquier ciudadano o compañero de más edad que él puede reñir a los niños o sancionarlos con castigos físicos: hacerles pasar hambre, morderles el pulgar, azotarlos, etc. Esta dureza, lejos de ser herencia de Licurgo, irá incrementándose a lo largo de los siglos de manera completamente inconexa con las auténticas necesidades militares de la ciudad. Así, durante la Pax Romana, cuando Esparta se ha convertido en una población sin importancia de la provincia de Acaya, las ceremonias a manera de novatadas en el santuario de Artemisa Ortia (combates rituales disputándose pilas de quesos colocados sobre los altares) se convierten en el sádico ritual de la dimastígosis, en la que a los niños, desnudos y al sol, se les flagela incluso hasta la muerte (los niños se presentaban como voluntarios, pues era un gran honor poder demostrar ante el mundo su resistencia al dolor), ante las ávidas miradas de los espectadores, venidos de toda Grecia y de otras provincias del Imperio.
Durante la adolescencia, se pone especial énfasis en el aidós (‘pudor’, ‘decencia’). En la primera edad adulta se insistirá de modo particular en la emulación y la competencia, principalmente para llegar a ser uno de los "Hippeis". A partir de los veinte años, los jóvenes espartanos siguen viviendo en un régimen de cuartel y forman los grupos de sfareis (jugadores de pelota).
Todo este entrenamiento hace de los espartanos los soldados más temidos de Grecia y figuran, probablemente, entre los mejores combatientes de la Antigüedad.

## La educación de las niñas
Las mujeres recibían también una educación gestionada por el Estado, basada en la gimnasia, la lucha y el atletismo, y que tenía como finalidad principal capacitarlas para engendrar niños sanos y fuertes. Se trataba de combatir los rasgos considerados femeninos (gracia, cultura) mientras se endurecía el cuerpo. La mujer espartana llevaba habitualmente el peplo arcaico, sin coser por el costado, lo que suscitaba bromas y comentarios lascivos entre los demás griegos, especialmente los atenienses, que las llamaban las fainomérides («las que enseñan los muslos»). En las ceremonias religiosas y en las fiestas iban directamente desnudas, lo mismo que en las competiciones públicas de atletismo o lucha.
La educación femenina buscaba también reducir al mínimo los sentimientos: el matrimonio no debía ser sino la ocasión de producir futuros guerreros. Incluso el préstamo de esposas entre amigos se consideraba normal, y no era oficialmente vergonzoso ceder la propia a alguien más joven y fuerte que engendrara de ella hijos igualmente vigorosos. Con todo, la actitud ante la bastardía era ambigua, y claramente negativa cuando se refería a los reyes. Así, en el 412 a. C., la relación de Timaia —mujer del rey Agis II— con Alcibíades constituyó un escándalo, y el hijo que tuvo, Leotíquides, fue excluido del trono por bastardo.
Como contrapartida a su dura educación, las mujeres espartanas gozaron de una notable libertad de movimientos. Podían también heredar de sus padres, lo que les proporcionaba gran independencia de los hombres y solían ser ellas las que administraban la economía familiar.

## La pederastia
A los doce años, según cuenta Plutarco, era corriente que tuvieran ya un amante de entre los muchachos mayores y más prestigiosos (el Erasta; del griego "erastés" = el amante). La relación entre la pareja adquiría tal carácter oficial que en algún caso los éforos castigaron al erasta por una falta cometida por su efebo. No estaban bien vistos, en cambio, los celos o rivalidades por un mismo muchacho, sino que ambos rivales debían colaborar al unísono en la educación del amado (el Eronome; del griego "eromenós" = el amado).
Simultáneamente, sin embargo, el matrimonio y la procreación se consideraban deberes sagrados para con la ciudad, hasta el punto de que los solteros en edad de casarse eran objeto de particulares impuestos y de humillaciones públicas.